# Histriophoca
L'Histriophoca fasciata è un pinnipede della famiglia delle Phocidae. Una specie stagionalmente legata al ghiaccio, si trova nelle regioni Artiche e Subartiche dell'oceano Pacifico settentrionale, specificatamente nel mare di Bering e nel mare di Okhotsk. È l'unica specie del genere Histriophoca.

## Distribuzione

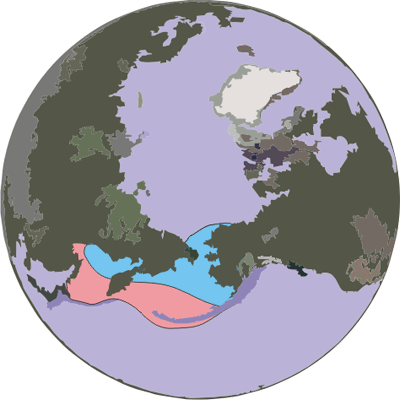
Areale Histriophoca (blu - estate, rosa - massimo)